# گروتسینگن
گروتسینگن (به آلمانی: Grötzingen) یک منطقهٔ مسکونی در آلمان است که در کارلسروهه واقع شده‌است. گروتسینگن ۹٬۳۶۲ نفر جمعیت دارد.